# 키리아코스 이오아누
키리아코스 이오아누(그리스어: Κυριάκος Ιωάννου, 1989년 4월 28일~)는 키프로스의 육상 선수로 주 종목은 높이뛰기이다. 올림픽에 4회(2004, 2008, 2012, 2016) 참가했으며 2007년 세계 육상 선수권 대회에서 남자 높이뛰기 동메달, 2009년 세계 육상 선수권 대회에서 남자 높이뛰기 은메달을 획득했다.
현재 키프로스 남자 높이뛰기 국가 기록을 보유하고 있다.